# Senhorita (canção de Motirô)
"Senhorita" é um single lançado pelo grupo de rap brasileiro Motirô em 2004. Gravada e composta por Cabal, Lino Crizz e DJ Hum, a canção alcançou sucesso a partir da data que foi lançada, tornando-se indicada nas categorias "Música" e "Videoclipe do Ano" do Prêmio Hutúz, e fez Cabal tornar-se "Revelação do Ano" da mesma premiação. Segundo Cabal, ele foi um dos autores junto com Linno Krizz e Dj Hum. Dj Hum produziu a musica em 2003 e a mesma estourou nos clubes com a versao instrumental, somente 6 meses depois foi que ele convidou o rapper Cabal pra rimar. Em 2005 o Motirô ganhou o premio Multishow de Musica Brasileira como banda revelação. Surgiram 2 gravadoras interessadas no coletivo Motirô, Cabal foi pra Universal Music e o Motirô pra EMI. Atualmente o coletivo acompanha o Dj Hum em Shows com Banda e artistas convidados.
A canção ganhou uma versão de continuação "Senhorita II" (Senhorita Parte 2), feita apenas por C4bal com a participação de TimePRO.
Em 6 de outubro de 2023 a canção ganhou uma versão acústica feita por C4bal, Pelé Mil Flows e Clau, sendo postada no canal PROHIPHOP TV

## Faixas e Versões
| N.º | Título                                               | Duração |  |
| 1.  | "Senhorita (C4bal, DJ Hum & Lino Krizz" (por Motirô) | 4:16    |  |
| 2.  | "Senhorita II (part. TimePRO)" (por C4bal)           | 3:36    |  |

## Vendas de Ringtones
| 2005 | Senhorita | (EMI) | 100 mil cópias | Platina |